# Ponte Eiffel
De Ponte Eiffel is een weg- en spoorbrug in het noorden van Portugal over de rivier de Lima nabij het punt waar deze uitmondt in de Atlantische Oceaan. De brug verbindt de stad Viana do Castelo aan de noordkant met Darque aan de zuidkant, en ligt in het district Viana do Castelo.

## Geschiedenis
De brug is ontworpen door ingenieur Gustave Eiffel en geopend door Fontes Pereira de Melo op 30 juni 1878. Door de brug werd een spoorverbinding met de stad mogelijk; tot dan lag het dichtstbijzijnde station aan de overzijde van de rivier in Darque. De spoorlijn is later doorgetrokken naar Monção. De brug is het symbool voor ijzeren architectuur in Portugal. Hij is 562 meter lang en bestaat uit twee verdiepingen. De onderste is een spoorlijn, de bovenste een weg. Met een recente ingreep is de breedte van 6,88 meter vergroot naar acht meter. Hiervan wordt zes meter gebruikt voor rijstroken, en twee meter voor trottoirs aan weerszijden.
Tussen 1 februari 2006 en 30 oktober 2007 was de brug gesloten voor een restauratie, die 12,5 miljoen euro kostte.